# 元宁宗
元寧宗懿璘质班（藏語：རིན་ཆེན་དཔལ།，威利转写：rin chen dpal，1326年5月1日—1332年12月14日）是元朝第十位皇帝，蒙古帝国第十四位大汗。元明宗次子。1332年10月23日－1332年12月14日在位，在位2个月。
他去世后，谥号冲圣嗣孝皇帝，庙号寧宗。

## 生平
《元史》记载，元宁宗于泰定三年三月二十九癸酉日（1326年5月1日）生于北方草原。
至顺三年八月十二日（1332年9月2日），元文宗崩。据杂史，元文宗在死前下诏让元明宗之子继承皇位。文宗死后，權相的燕铁木儿为了继续专权，就请求元文宗皇后卜答失里立她的儿子古納答剌为帝。卜答失里为了执行丈夫的遗诏，予以拒绝。由于当时元明宗的长子妥懽贴睦尔（后来的元順帝）远在广西静江（今广西桂林），而次子懿璘质班却深得文宗宠爱，受封为鄜王，留在文宗身边。
至顺三年十月初四（1332年10月23日），卜答失里皇后遂奉文宗遗诏拥立年仅7岁的懿璘质班在大都大明殿登上皇位，是为元宁宗。因为皇帝年幼，卜答失里皇后临朝称制，“中书百司政务，咸启中宫取进止”，成了元朝的实际统治者。 
懿璘质班即位后未改元，年号仍旧是“至顺”，至顺三年十一月二十六日（1332年12月14日），元宁宗在大都病逝，年仅7岁，在位仅53天。
至元三年正月十日（1337年2月10日），其兄元順帝为懿璘质班上谥号冲圣嗣孝皇帝、庙号宁宗。

## 家庭
妻妾
- 答里也忒迷失皇后，弘吉剌氏，1368年去世，元順帝将她升祔宁宗庙。

无子女

## 相關史料
- 《至正条格》，1346年元順帝颁布的元朝第三部法律，现存残本收录1260年—1344年元朝官方颁布的关于法律方面的圣旨条画、律令格例以及司法部门所判案例的汇编，史实多为《元史》所不载。
- 《元史·宁宗本纪》，明朝官修正史
- 《新元史·宁宗本纪》，民国官修正史
- 《续资治通鉴》，清朝史学家毕沅撰写。
- 《元史类编》，清朝史学家邵远平撰写。
- 《元史新编》，清朝史学家魏源撰写。
- 《元书》，清朝史学家曾廉撰写。
- 《蒙兀儿史记》，清末民初史学家屠寄撰写。

## 評價
因元寧宗幼年夭折，在位日短且未曾實際統治，后世史家多批評當時的儒臣為其上廟号、谥号是違反禮制及不學無術。
- 清朝史学家魏源《元史新编》的評價是：“乌乎!《春秋》未逾年之君称子，故子般不与闵公并立庙谥。宁宗以负扆匝月之殇，而入庙称宗，立后媲谥，无一人引大谊以匡正之，斯元代礼臣博士之陋也。修史者又踵其失而立《本纪》，斯又明臣之陋也。今以附诸《文宗本纪》之末。”[4]

- 清朝史学家曾廉《元书》的評價是：“论曰：文宗杀明宗皇后，播告天下，言妥懽帖睦尔非明宗子，既出之于静江，乃立皇子阿剌忒答剌为皇太子，公私之情见矣。皇天弗佑，元良夭丧，及大惭，而爱其少子之弱，非妥懽帖睦尔不能延其祚，而不可为之辞矣。则亦曰立明宗子，一似以明其固让之初志也者。任后人之拥戴，犹武宗之孙也。惟宁宗亦弗永年而大位卒，归于向所猜忌之兄子，天也！人岂有为哉！”[5]

- 清末民初史学家屠寄《蒙兀儿史记》的評價是：“鄜王之立，不再月而殇。既未逾年改元，又未有所建设，顾乃追尊上谥，立庙称宗，甚乖《春秋》鲁般书子卒之义。蒙兀君臣瞢不知经，诚无足责，而明初脩胜国之史，仍立之本纪，不加裁正，宜乎魏源讥其陋也。退附《文宗本纪》，自邵远平始。”[6]

- 民国官修正史《新元史》柯劭忞的評價是：“《春秋》之义，未逾年之君称子。宁宗即位匝月而殇，乃入庙称宗；其廷臣不学如此，岂非失礼之大者哉。” [7]

## 延伸阅读
[在维基数据编辑]
 《元史/卷037》，出自宋濂《元史》
 《新元史/卷022》，出自柯劭忞《新元史》